# Stadion Hirnyk w Krzywym Rogu
Stadion Hirnyk (ukr. Стадіон «Гірник») – wielofunkcyjny stadion w Krzywym Rogu na Ukrainie. Wcześniej nazywał się stadionem kopalni Żowtnewa jest własnością kopalni.
Swoje mecze rozgrywa na nim klub piłkarski Krywbas Krzywy Róg, a do 20 sierpnia 2020 roku Hirnyk Krzywy Róg. Po rekonstrukcji stadion dostosowano do wymóg standardów UEFA i FIFA, wymieniono stare siedzenia na siedzenia z tworzywa sztucznego. Rekonstruowany stadion może pomieścić 2.500 widzów.